# ألانا كراوس
ألانا كراوس هي متزلجة على مسار قصير كندية، ولدت في 30 يونيو 1977 في أبوتسفورد في كندا.

## وصلات خارجية
- ألانا كراوس على موقع اللجنة الأولمبية الدولية (الإنجليزية)
- ألانا كراوس على موقع أوليمبيديا (الإنجليزية)
- ألانا كراوس على موقع اللجنة الأولمبية الكندية (الإنجليزية)